# Eldora (Colorado)
Eldora ist ein Census-designated place und ein Skigebiet in der Nähe von Boulder im US-Bundesstaat Colorado.
Die Stadt Eldora hat nach der letzten Zählung aus dem Jahr 2010 142 Einwohner. Sie ist mitten im Roosevelt National-Park gelegen.
Der höchste Punkt von Eldora liegt bei 3291 m, die tiefste Punkt bei 2804 m. Die längste Piste ist 4,82 km lang. Eröffnet wurde dieses Skigebiet im Jahr 1962 und hat seitdem durchschnittlich 150 Tage im Jahr geöffnet. Das Gebiet umfasst insgesamt 12 Lifte.